# Freak Out! (Teenage Bottlerocket)
Freak Out! is het vijfde studioalbum van de Amerikaanse punkband Teenage Bottlerocket. Het werd uitgebracht op 3 juli 2012 door Fat Wreck Chords. Twee nummers van het album, namelijk "Mutilate Me" en "Punk House of Horror", zijn ook te horen op de al eerder uitgegeven ep Mutilate Me uit 2011.

## Nummers
1. "Freak Out!" - 0:38
2. "Headbanger" - 1:59
3. "Cruising for Chicks" - 2:09
4. "Necrocomicon" - 1:42
5. "Maverick" - 2:19
6. "Done with Love" - 2:53
7. "Punk House of Horror" - 1:36
8. "Never Gonna Tell You" - 2:04
9. "In the Pit" - 2:00
10. "Mutilate Me" - 2:37
11. "Who Killed Sensei?" - 1:38
12. "Radical" - 2:20
13. "Summertime" - 2:34
14. "Go with the Flow" - 2:42

## Band
- Ray Carlisle - gitaar, zang
- Kody Templeman - gitaar, zang
- Miguel Chen - basgitaar
- Brandon Carlisle - drums